# Arachniopsis monodactyla
Arachniopsis monodactyla é uma espécie de planta do gênero Arachniopsis e da família Lepidoziaceae.

## Taxonomia
O seguinte sinônimo já foi catalogado:  
- Monodactylopsis monodactyla  (Spruce) R.M.Schust.

## Forma de vida
É uma espécie epixila e em tramas.

## Descrição
Plantas folhosas, caulídios ramificados, ramificação ventral, irregular, caulídios em secção transversal sem diferenciação clara dos tecidos centrais e corticais, translúcidos, sem flagelos nem rebentos flageliformes ou ramos, sem paráfilas, crescimento acrogineos.
As células dos filídios são sem trigônios, lisas. Há rizóides presentes, incolores , ramos dorsiventral, com as duas fileiras laterais mais ou menos iguais em tamanho e a posição ventral ausente, não imbricados, filídios marcadamente assimétricos, sub-transversalmente inseridos, a metade dorsal mais ou menos transversal, a metade ventral oblíqua, alternadas, base com duas células, distantes, súcubo, margens inteiras, planas, não ou apenas ligeiramente decurrente dorsalmente, lobos tão profundamente divididas que quase se reduzem a longas, delgado, bi até uni seriados segmentos.
Os anfigastros são ausentes,sem corpos oleosos, gemas ausentes, bisexuado, tendo a gametângio agrupada em inflorescências brácteas, autóicos, ramos masculinos, possuindo muitos anteridios, pedunculados, não misturado com paráfises, ramos femininos pouco diferenciado, marsúpio presente, mas vestigial, brácteas presente, maiores que os filídios, bractéola presente, perianto distalmente plicado, sem bico, caliptra ausente, esporófito elevado por alongamento da cerda, sem meristema intercalar, cápsula globosa, sem columela, parede da cápsula uma camada de células, cor preta, abertura por quatro valvas, esporos unicelular quando liberado, elatérios presente, uma célula alongada, biespiralados, livres, elateróforo apical.

## Conservação
A espécie faz parte da Lista Vermelha das espécies ameaçadas do estado do Espírito Santo, no sudeste do Brasil. A lista foi publicada em 13 de junho de 2005 por intermédio do decreto estadual nº 1.499-R.

## Distribuição
A espécie é encontrada no estado brasileiro de Amazonas.